# IJ (Spaarne)
Pour les articles homonymes, voir IJ.
L'IJ (en néerlandais : [ɛi̯] ) est un petit lac néerlandais, situé près de Spaarndam, dans la province de Hollande-Septentrionale. Il reçoit la rivière Spaarne.
Il ne faut pas le confondre avec l'IJ à Amsterdam. Ces deux lacs ont le même nom puisqu'ils ont la même origine : ce sont des reliquats d'un bras de mer relié au Haarlemmermeer et situé au nord et à l'ouest d'Amsterdam jusqu'au milieu du XIXe siècle.
Lors de la poldérisation de l'IJ et la construction du canal de la Mer du Nord, cette petite partie de l'IJ fut conservée. De nos jours, le Zijkanaal C le relie au canal de la Mer du Nord.

## Source
- (nl) Cet article est partiellement ou en totalité issu de l’article de Wikipédia en néerlandais intitulé « IJ (Spaarne) » (voir la liste des auteurs).